# Homegrown
 Homegrown és una pel·lícula estatunidenca dirigida per Stephen Gyllenhaal el 1998.

## Argument
La vida transcorre de forma plàcida per a Jack (Billy Bob Thorton), Carter (Hank Azaria) i Harlan (Ryan Phillippe), que es guanyen la vida a la pròspera plantació de marihuana que té Malcom, el seu cap a Califòrnia. Tanmateix, l'assassinat d'aquest fa que surtin de la seva letargia. Amb un negoci que mou milions de dòlars hauran d'aprendre a marxes forçades les regles d'un joc ple de trampes, sobretot de trampes. Encara que en realitat són ells els que es busquen els problemes quan decideixen reemplaçar els negocis del seu antic "cap". Amb l'ajuda d'una vella amiga, Lucy, i el suport de tot un poble, comprovaran si el món del tràfic de marihuana és per a ells o no.

## Repartiment
- John Lithgow: Malcolm / Robert Stockman
- Jon Tenney: Helicopter Pilot
- Ryan Phillippe: Harlan Dykstra
- Hank Azaria: Carter
- Billy Bob Thornton: Jack Marsden
- Kelly Lynch: Lucy
- Jon Bon Jovi: Danny
- Kleoka Renee Sands: corista de 4 anys
- Matt Ross: Ben Hickson
- Jutge Reinhold: Policia
- Leigh French: Cambrera
- Christopher Dalton: Vell granger
- Jamie Lee Curtis: Sierra Kahan
- Ted Danson: Gianni Saletzzo
- Tiffany Paulsen: Heather
- Maggie Gyllenhaal: Christina

## Al voltant de la pel·lícula
- Classificada R a la MPAA per al contingut de drogues, i violència i sexualitat.[3]
- És una pel·lícula atípica en tots els sentits, una delícia que tornarà a molts la fe en el cinema com la forma d'entreteniment més completa del segle XX i següents. El seu estimulant repartiment compta amb John Lithgow, el cínic actor, i amb aparicions curioses com la del mateix Bon Jovi (si no s'hagués dedicat a la música tindria ja una prestatgeria embotida d'Oscars) i la d'una altra de les més delicioses canalles del cinema d'avui, l'explosiva i demolidora Jamie Lee Curtis.[4]